# Peter Etzenbach
Peter Etzenbach (* 25. Oktober 1889 in Eitorf; † 12. Juni 1976 in Freudenstadt) war ein deutscher Politiker der CDU.

## Leben und Beruf
Nach dem Schulbesuch wurde Etzenbach Verwaltungsbeamter. 1933 wurde er aus politischen Gründen entlassen. Von 1934 bis 1945 war er als Steuerberater und Wirtschaftstreuhänder tätig. Außerdem leitete er eine Grundstücksverwaltung mit eigenem Land-, Holz- und Forstwirtschaftsbetrieb.

## Politik
Etzenbach wurde 1945 von der Besatzungsmacht als Bürgermeister von Eitorf eingesetzt. Ab 1948 war er Mitglied des Gemeinderates von Eitorf, des Kreistages im Siegkreis und zugleich Landrat. Er war Kreisvorsitzender der CDU im Siegkreis und Vorsitzender des Bundesfachausschusses Öffentliche Verwaltung der CDU. Er gehörte außerdem den Landesfachausschüssen für Wirtschaft und Mittelstand an.
Etzenbach gehörte dem Deutschen Bundestag seit der ersten Bundestagswahl 1949 bis 1961 an. Er vertrat, stets direkt gewählt, den Wahlkreis Siegkreis im Parlament.
Nach Etzenbach ist die Peter-Etzenbach-Straße in Eitorf benannt.